# Kościół św. Marcina w Widawie
Kościół Świętego Marcina – rzymskokatolicki kościół filialny należący do parafii Podwyższenia Krzyża Świętego.

## Historia
Świątynia została wzniesiona w latach 1440-1464 w stylu gotyckim, przez Habdanków Widawskich. W 1476 roku została konsekrowana przez biskupa sufragana gnieźnieńskiego Andrzeja z Opalenicy. W 1802 roku budowla została zniszczona przez pożar. Świątynia została odbudowana bez konkretnego stylu w 1846 roku. Jest to jednonawowy kościół składający się z węższego prostokątnego prezbiterium i dwóch kwadratowych kaplic bocznych. Przy prezbiterium od strony północnej są umieszczone zakrystia i skarbczyk. Do wyposażenia wnętrza kościoła należą: ciekawy ołtarz główny z obrazem św. Marcina wykonany na początku XIX wieku, ołtarz boczny ozdobiony rzeźbami i obrazami z końca VIII wieku, a także kamienna kropielnica i lichtarze w stylu barokowym.
Przez wiele lat w świątyni nie były odprawiane żadne msze ani nabożeństwa, jednak od czasu objęcia parafii przez ks. Jarosława Leśniaka w 2014 roku, są w niej prowadzone intensywne prace renowacyjne, m.in. zostały odnowione ołtarz główny oraz ołtarz boczny, przeprowadzono remont w zakresie dachów nad zakrystią i płn. zach. przybudówką, stropu nad zakrystią oraz remont posadzek i podłóg, odnowiona została ambona, a także zabezpieczona została wieżyczka kościoła, która była w złym stanie.
W dniu 11 listopada w świątyni odprawiane są Msze Święte z racji przypadającego tego dnia święta jej patrona - św. Marcina, połączone z obchodami przypadającego tego samego dnia Narodowego Święta Niepodległości.